# Миронюк, Андрей Николаевич
Андрей Николаевич Миронюк (укр. Андрій Миколайович Миронюк; 12 июля 1975, Умань — 19 января 2015, Донецк) — украинский военный и писатель, участвовавший в конфликтах в Абхазии, Южной Осетии, Молдавии, Чечне и Донбассе.

## Биография
Уроженец Умани. Состоял в УНА-УНСО, в составе которой участвовал в боях в Абхазии и Южной Осетии, в Приднестровье и первой чеченской войне. Опубликовал свои воспоминания в книгах «Скиф» и «Kavkaz.ua». Со слов Миронюка, УНА-УНСО во время войн на Кавказе получала инструкции из Киева, а наёмники зарабатывали достаточно денег за участие в операциях. В 1996 году был арестован в Минске на митинге по случаю 10-летия трагедии на Чернобыльской АЭС.
В 2003 году Миронюк переехал в Мариуполь, где учился в Приазовском государственном техническом университете, на заочном отделении металлургического факультета по специальности «Обработка металлов давлением». После работал специалистом в конструкторском отделе металлургической обработки концерна «Азовмаш». За время гражданской деятельности Миронюком были опубликованы в Интернете произведения «Тропами», «Фантазия», «Сталь и кружева».
В 2014 году Миронюк был призван в ВСУ для участия в АТО в Донбассе, среди сослуживцев был известен под позывным «Сет». Командовал разведывательной ротой УНА-УНСО в 81-й отдельной аэромобильной бригаде. 19 января 2015 года Миронюка застрелил снайпер при попытке прорыва к новому терминалу Донецкого аэропорта.
Именем Андрея Миронюка назван переулок в Умани.
Указом президента Украины от 15 мая 2015 года посмертно награждён орденом «За мужество» ІІІ степени, награду получил его отец Николай.